# 埃爾克鎮區 (密歇根州萊克縣)
埃爾克鎮區（英語：Elk Township）是位於美國密歇根州萊克縣的一個行政鎮區。

## 地方資料
埃爾克鎮區的面積為95.30平方千米，當中陸地面積為92.20平方千米，而水域面積為3.10平方千米。根據2020年美國人口普查的數據，當地共有人口940人，而人口密度為每平方千米9.86人。